# سیرتا
سیرتا (به پرتغالی: Sertã) یک شهرستان در پرتغال است که در ناحیه کاستلو برانکو واقع شده‌است.

## خصوصیات
سیرتا ۴۴۶٫۷۳ کیلومترمربع مساحت و ۱۵٬۸۸۰ نفر جمعیت دارد و ۲۵۰ متر بالاتر از سطح دریا واقع شده‌است.